# Novaci
Novaci este un oraș în județul Gorj, Oltenia, România, format din localitatea componentă Novaci (reședința), și din satele Bercești, Hirișești, Pociovaliștea și Sitești. Orașul Novaci este declarat Stațiune de interes local. 

## Localizare
Orașul Novaci este situat la poalele munților Parâng, la o depărtare de 44 km de Târgu-Jiu și la 80 km de Râmnicu Vâlcea, fiind vegheat din depărtare de cel mai falnic vârf din masivul Parângului, Parângul Mare. (2 518 m). Din Novaci se poate ajunge la stațiunea Rânca fie pe jos, fie cu mașina parcurgând 18 km pe drumul ce leagă Novaci de Rânca (Transalpina DN67c) prin „Plaiul Novacilor”. Localitatea este străbătută de râul Gilort.

## Climă
- Temperatura medie anuală: +9°C
- Temperatura maximă: 36°C
- Temperatura minimă: -7°C
- Temperatura medie a lunii ianuarie: -2°C

## Istoric
Orașul s-a format prin comasarea mai multor sate de oieri. El a fost atestat pentru prima dată într-un hrisov al lui Radu cel Mare de la 1502. Există indicii documentare cum că ar fi existat din timpul lui Mircea cel Bătrân, însă cea mai sigură dată a atestării rămâne cea de la 1502. În 1847 a luat ființă Plaiul Novaci, cu un important punct de vamă. Statutul de oraș a fost primit abia în 1968, după comasarea satelor Novaci Români și Novaci Ungureni.
În trecut aici a funcționat și o mocăniță, folosită pentru a aduce lemnul tăiat din munte în jos pe râul Gilort.
În iulie 2014, orașul a fost puternic inundat..

## Demografie
Componența etnică a orașului Novaci
     Români (93,12%)
     Alte etnii (0,38%)
     Necunoscută (6,5%)
Componența confesională a orașului Novaci
     Ortodocși (92,87%)
     Alte religii (0,25%)
     Necunoscută (6,88%)
Conform recensământului efectuat în 2021, populația orașului Novaci se ridică la 5.276 de locuitori, în scădere față de recensământul anterior din 2011, când fuseseră înregistrați 5.431 de locuitori. Majoritatea locuitorilor sunt români (93,12%), iar pentru 6,5% nu se cunoaște apartenența etnică. Din punct de vedere confesional, majoritatea locuitorilor sunt ortodocși (92,87%), iar pentru 6,88% nu se cunoaște apartenența confesională.
010002000300040005000600070001977199220022011populațiePopulația istorică din Novaci
Date: Recensăminte sau birourile de statistică - grafică realizată de Wikipedia

## Economie
Locuitorii orașului păstrează încă o mare parte din tradiții și se ocupă cu oieritul. În general activitățile principale ale locuitorilor sunt în turism, construcții, învățământ, agricultură. Cea mai mare parte din localnicii mai în vârstă sunt originari din partea Sibiului. Cu foarte mult timp în urmă(1386-1418) au fost nevoiți să treacă munții cu familiile și cu turmele lor de oi.

## Politică și administrație
Orașul Novaci este administrat de un primar și un consiliu local compus din 15 consilieri. Primarul, Dumitru Leuștean[*], de la Partidul Social Democrat, este în funcție din 2012. Începând cu alegerile locale din 2024, consiliul local are următoarea componență pe partide politice:
|  | Partid                          | Consilieri | Componența Consiliului | Componența Consiliului | Componența Consiliului | Componența Consiliului | Componența Consiliului | Componența Consiliului |
|  | ------------------------------- | ---------- | ---------------------- | ---------------------- | ---------------------- | ---------------------- | ---------------------- | ---------------------- |
|  | Partidul Social Democrat        | 6          |                        |                        |                        |                        |                        |                        |
|  | Partidul Național Liberal       | 5          |                        |                        |                        |                        |                        |                        |
|  | Alianța pentru Unirea Românilor | 2          |                        |                        |                        |                        |                        |                        |
|  | Alianța Dreapta Unită           | 1          |                        |                        |                        |                        |                        |                        |
|  | Partidul PRO România            | 1          |                        |                        |                        |                        |                        |                        |

## Obiective de interes turistic aflate în vecinătate
- Biserica de lemn din Novaci-Străini
- Biserica de lemn din Novaci-Români
- Mănăstirea Polovragi
- Schitul Crasna
- Transalpina
- Cheile gilortului
- Stațiunea Rânca
- Masivul Parâng
- Peștera Muierilor
- Cheile Oltețului
- Cheile Galbenului
- Peștera Polovragi
- Padurea colorata de la Poienari
- Casuta rasturnata de la Poienari

## Personalități
- Dumitru Brezulescu (n. 1880, Hirișești – d. 12 iulie 1916, București) (după alte surse, s-a născut la 20 septembrie 1879[11], avocat român, Doctor în Drept la Paris (1907)[12], creator al băncii populare "Gilortul", una dintre băncile populare importante ale României interbelice. La inițiativa sa, prin intermediul băncii populare "Gilortul", a fost înființată stațiunea turistică montană Rânca, Gorj.[13]
- Dumitru Zamfira (1940 - 2025), interpret de muzică populară și instrumentist român
- Alin Mituța (n. 24 mai 1984, Novaci, Gorj, România), politician român (fost deputat în Parlamentul European în legislatura a IX-a), membru al partidului REPER.

## Imagini

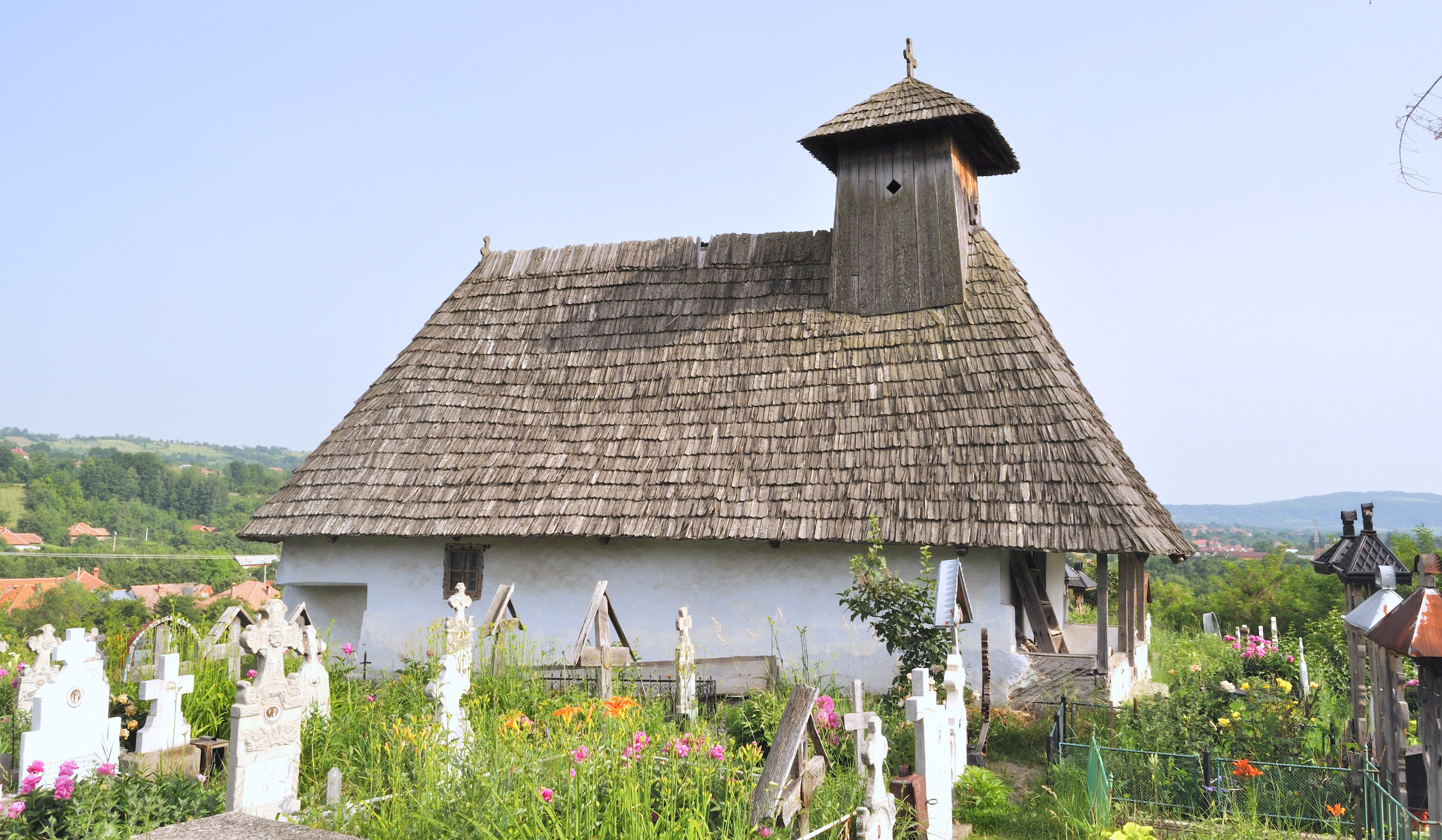
Biserica de lemn Novaci-Ungureni  (monument istoric)
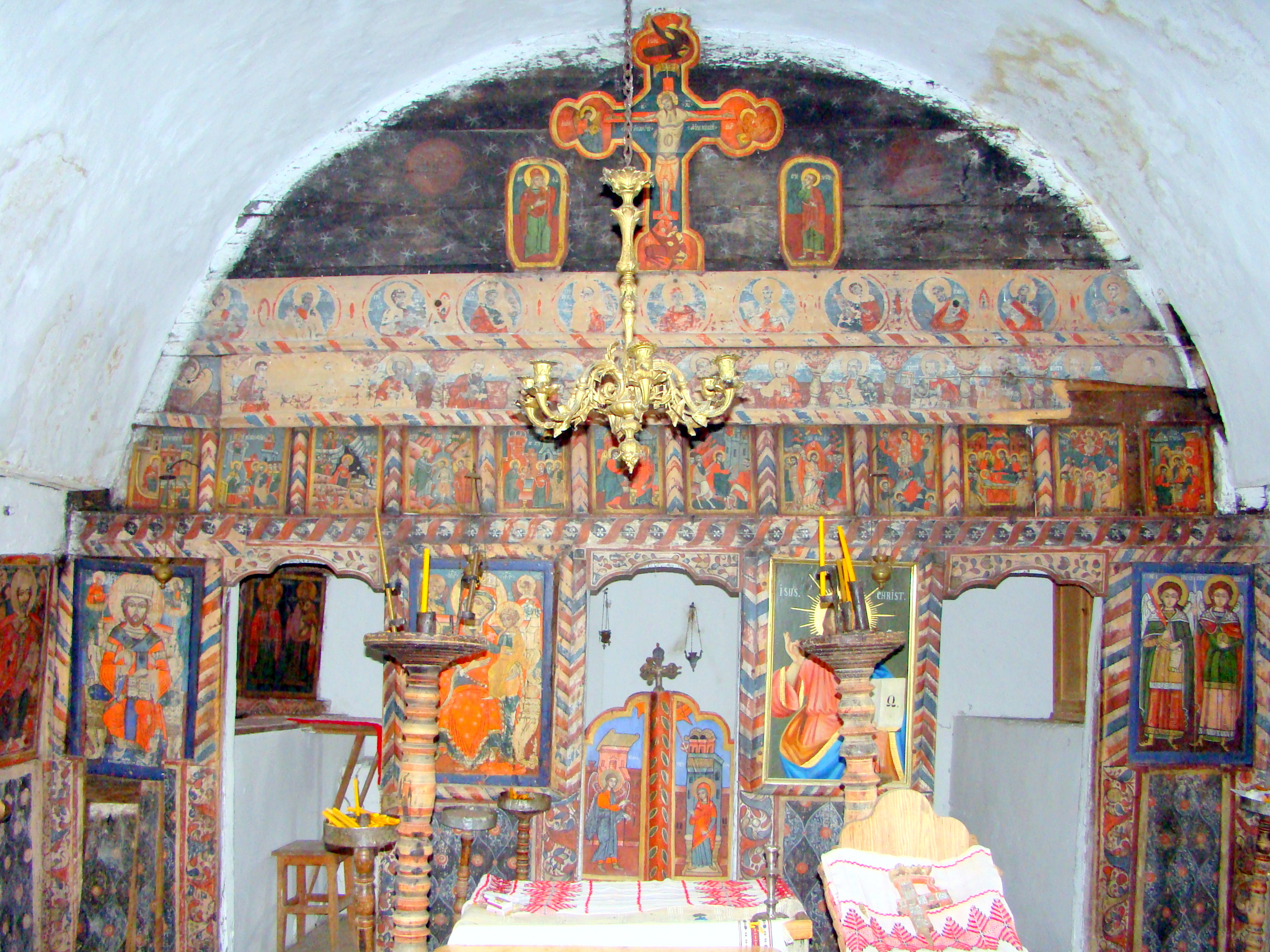
Biserica de lemn Novaci-Ungureni  (monument istoric)
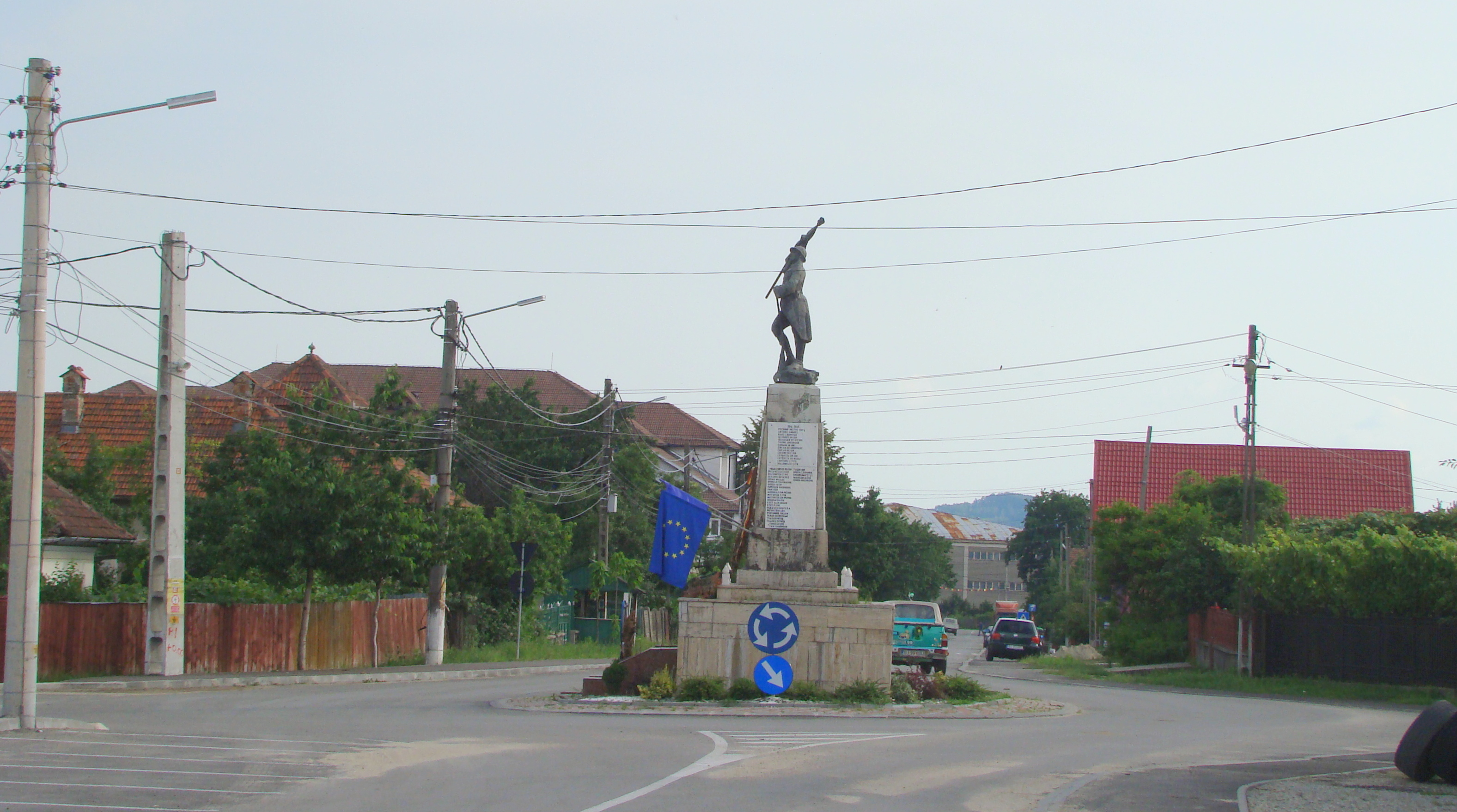
Monumentul eroilor din Novaci
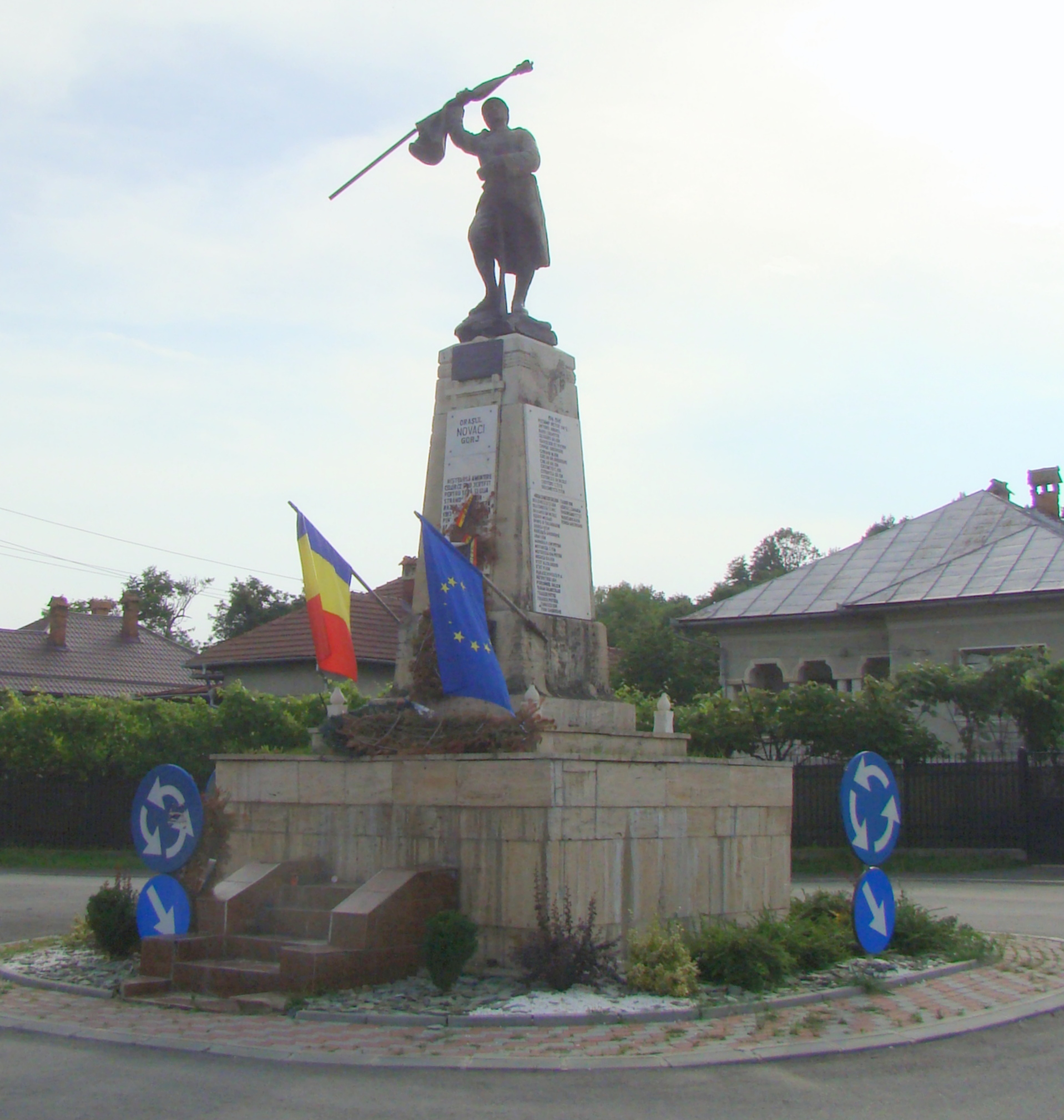
Monumentul eroilor din Novaci
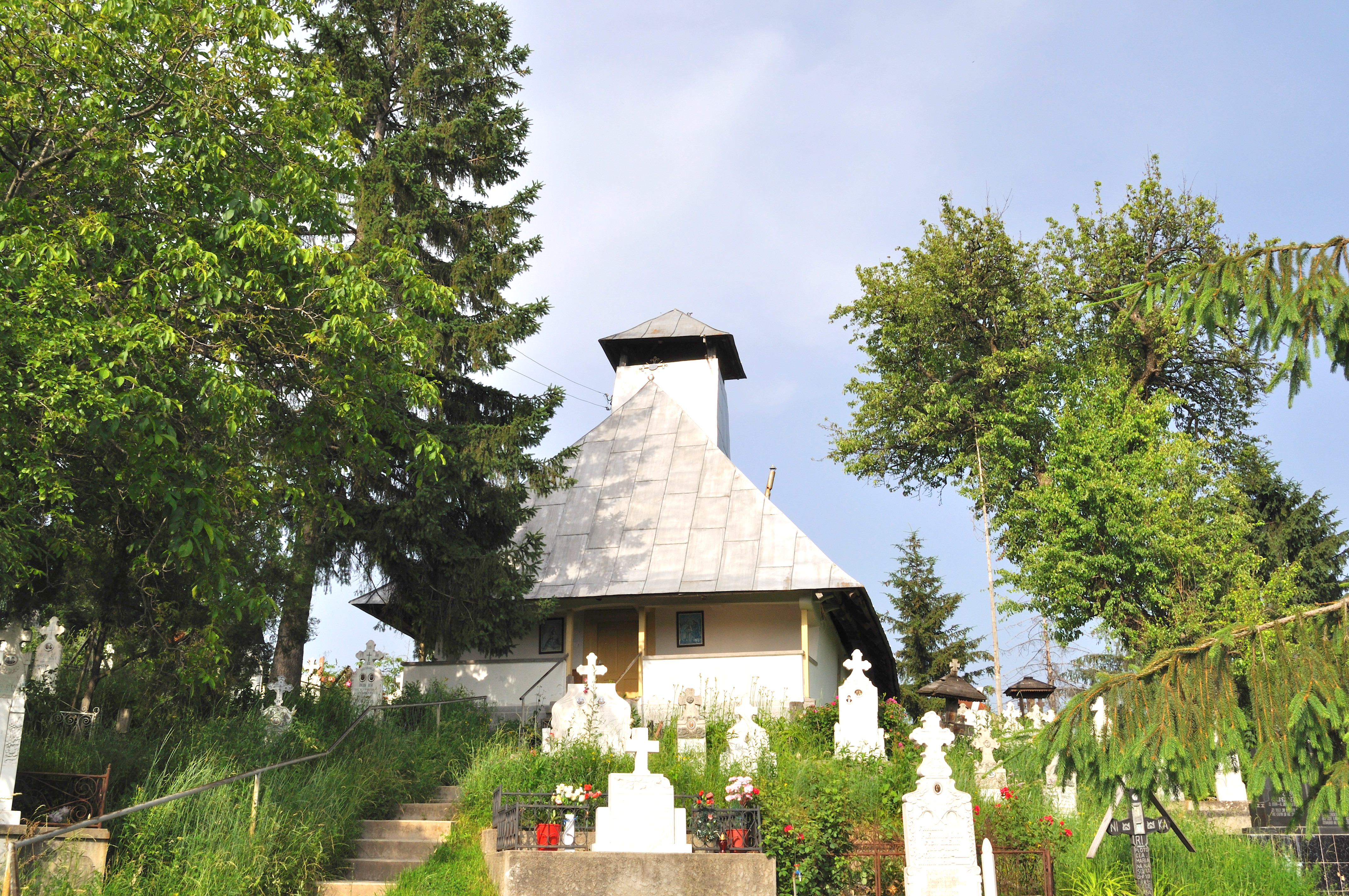
Biserica de lemn Novaci-Români
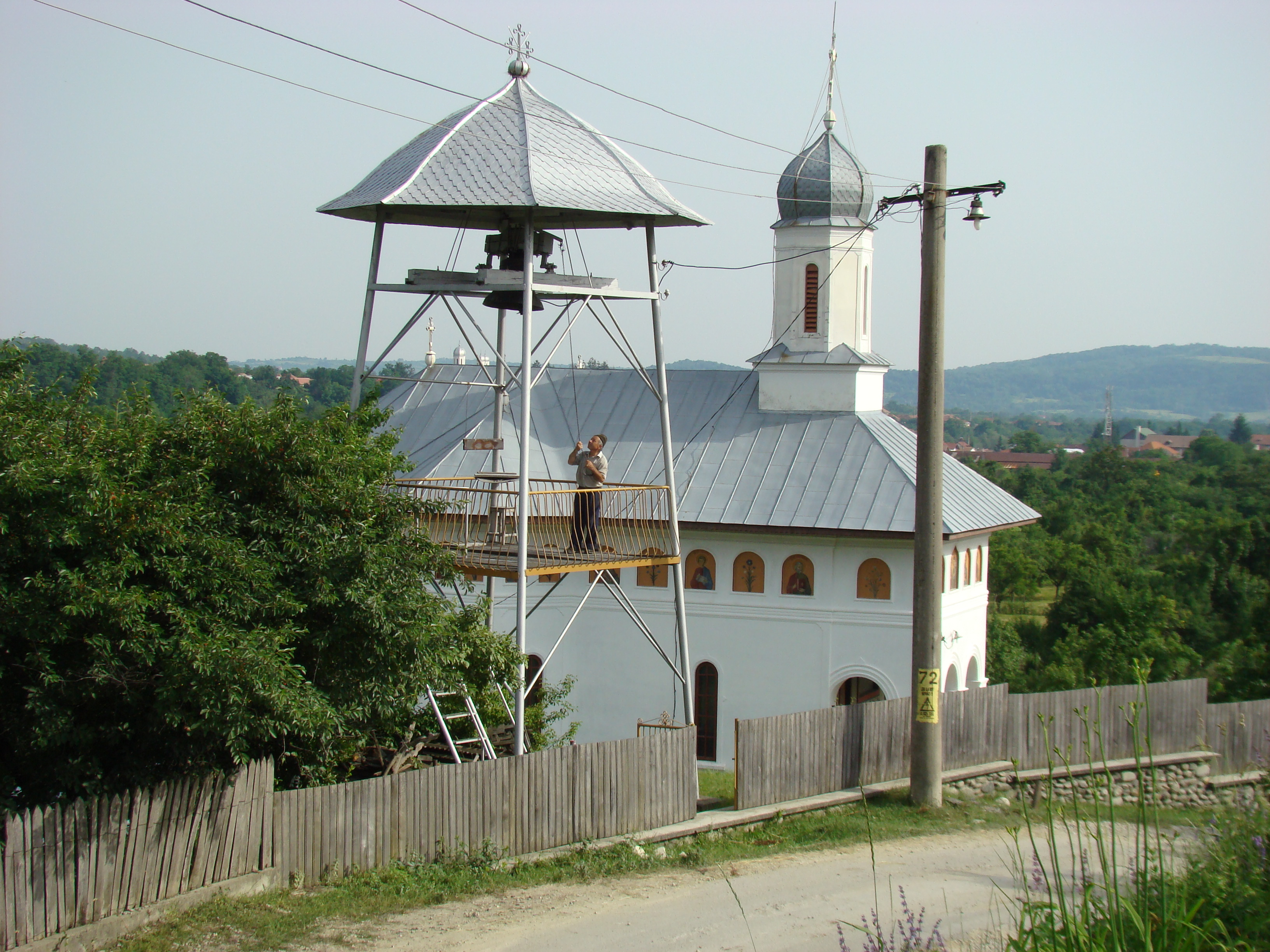
Biserica ortodoxă (str. Brezulescu, construită în 1935)
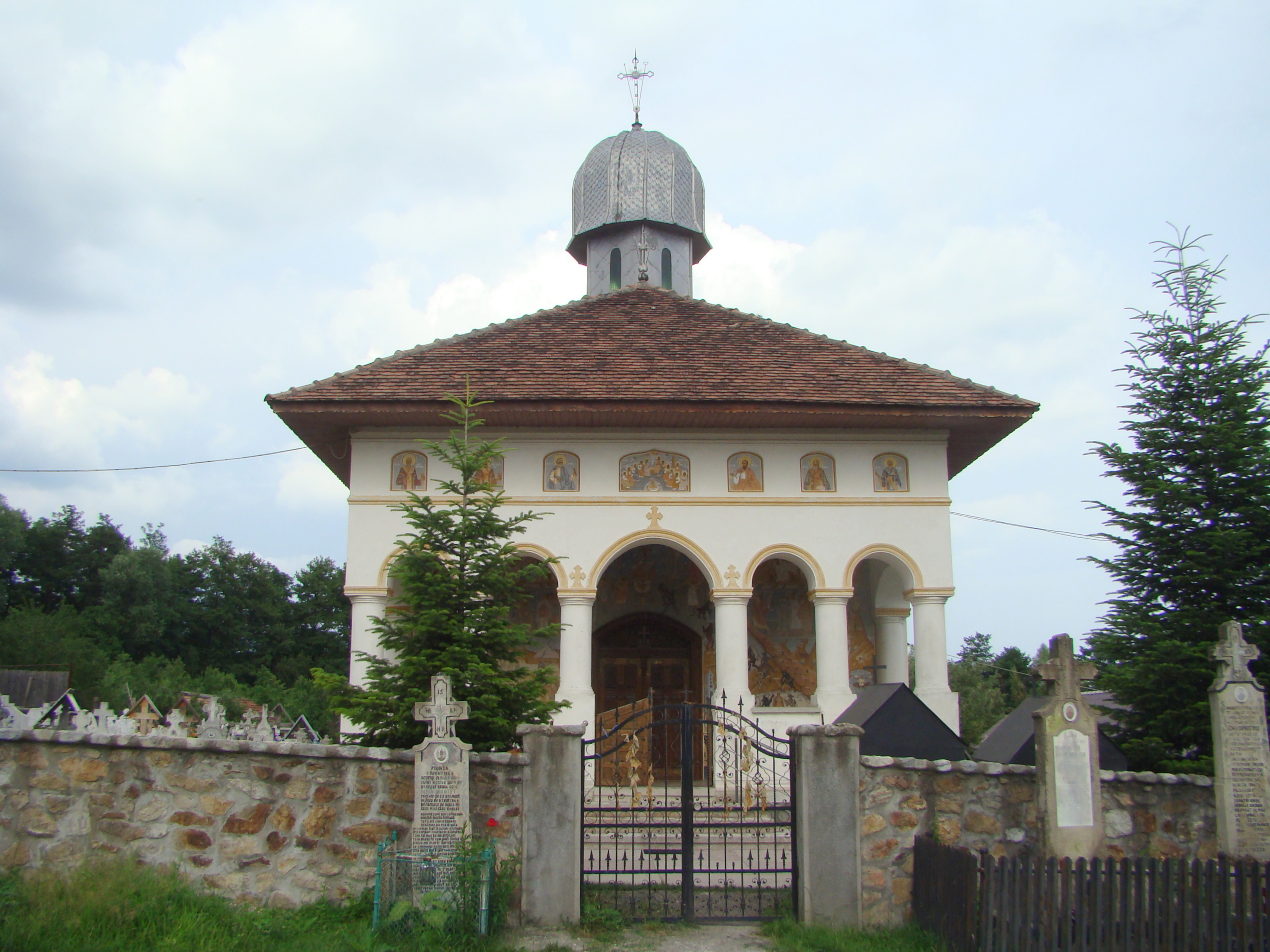
Biserica „Sfinții Voievozi” din satul aparținător Hirișești
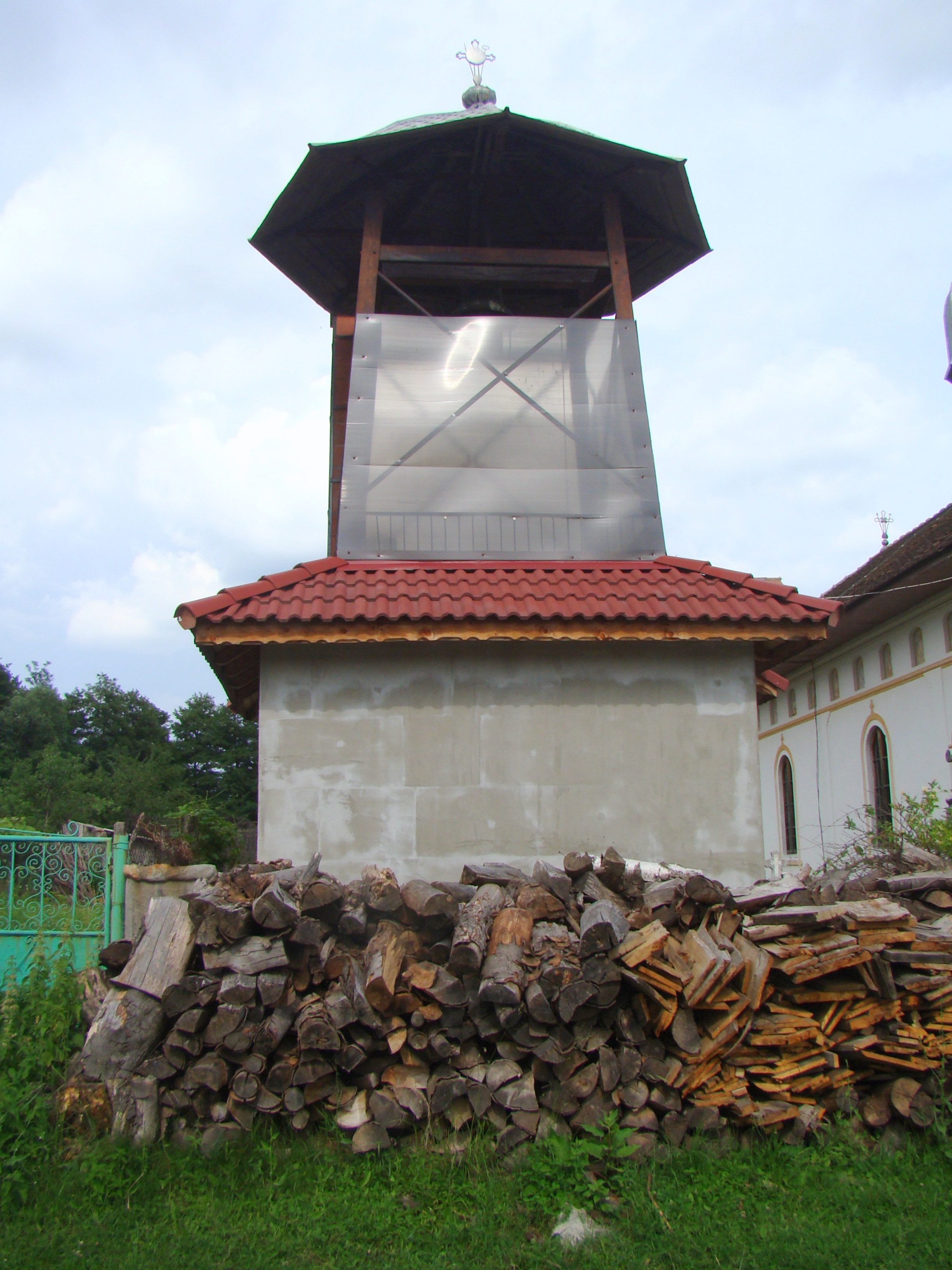
Clopotnița